# Arctostaphylos peninsularis
Arctostaphylos peninsularis är en ljungväxtart. Arctostaphylos peninsularis ingår i släktet mjölonsläktet, och familjen ljungväxter.

## Underarter
Arten delas in i följande underarter:
- A. p. juarezensis
- A. p. keeleyi
- A. p. peninsularis

## Bildgalleri

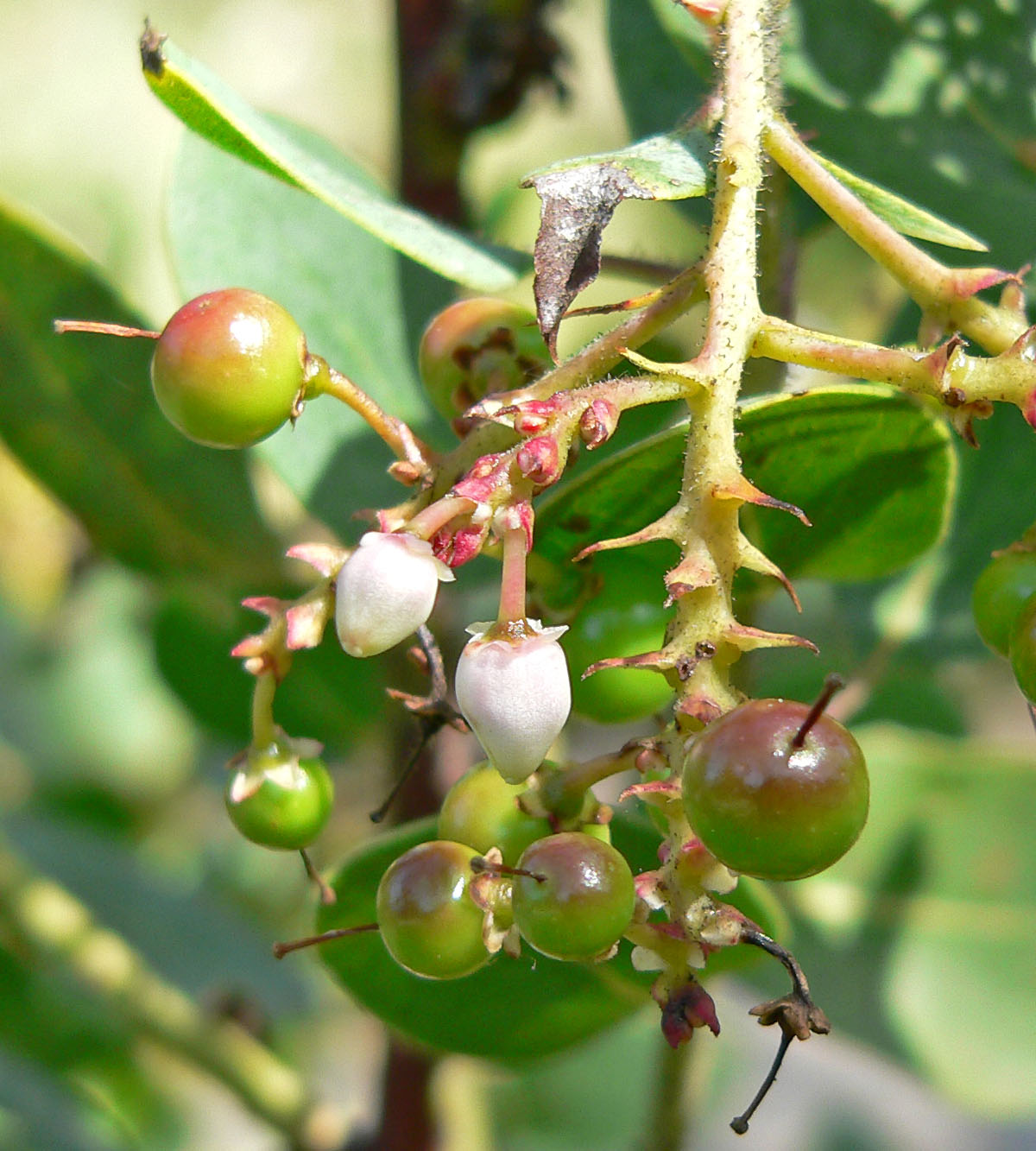